# Liste des films avec une note de 100 % sur Rotten Tomatoes
Pour un article plus général, voir Rotten Tomatoes.
Sur le site de critiques et d'informations sur les films Rotten Tomatoes, les films que tous les critiques considèrent comme bons ont une note de 100 %. Il faut par ailleurs que les films concernés aient fait l'objet d'au moins 20 critiques. Ces films ont généralement atteint une reconnaissance quasi-universelle et sont habituellement considérés comme parmi les meilleurs,. Nombre de ces films apparaissent également dans les listes du Top 100 de l'American Film Institute, mais ces listes en comprennent de nombreux autres, dont certains considérés comme parfois surprenants.

## Liste des films (par ordre chronologique)
- Le Voyage dans la Lune (1902)
- Le Vol du grand rapide (1903)
- Cabiria (1914)
- Naissance d'une nation (1915)
- Le Cabinet du docteur Caligari (1920)
- Le Kid (1921)
- Le Cuirassé Potemkine (1925)
- La Ruée vers l'or (1925)
- Frankenstein (1931)
- M le maudit (1931)
- L'Homme invisible (1933)
- La Fiancée de Frankenstein (1935)
- Le Danseur du dessus (1935)
- Les Temps modernes (1936)
- Les Aventures de Robin des Bois (1938)
- La Chevauchée fantastique (1939)
- Vers sa destinée (1939)
- Autant en emporte le vent (1939)
- Le Magicien d'Oz (1939)
- Les Raisins de la colère (1940)
- Indiscrétions (1940)
- Pinocchio (1940)
- Rebecca (1940)
- Le Voleur de Bagdad (1940)
- Citizen Kane (1941)
- Le Faucon maltais (1941)
- L'Ombre d'un doute (1943)
- Laura (1944)
- Rome, ville ouverte (1945)
- Païsa (1946)
- Les Tueurs (1946)
- Le Narcisse noir (1947)
- Quai des Orfèvres (1947)
- Le Trésor de la Sierra Madre (1948)
- La terre tremble (1948)
- Noblesse oblige (1949)
- Le Troisième Homme (1949)
- Ève (1950)
- Rashōmon (1950)
- La Règle du jeu (1950)
- Les Feux du music-hall (1950)
- Les Onze Fioretti de François d'Assise (1950)
- L'Odyssée de l'African Queen (1951)
- Chantons sous la pluie (1952)
- Le Cheik blanc (1952)
- Voyage à Tokyo (1953)
- Jules César (1953)
- Les Vitelloni (1953)
- Sur les quais (1954)
- Fenêtre sur cour (1954)
- Les Sept Samouraïs (1954)
- Il bidone (1955)
- La Prisonnière du désert (1956)
- Douze hommes en colère (1957)
- Sayonara (1957)
- Nuits blanches (1957)
- Atlantique, latitude 41° (1958)
- Les Quatre Cents Coups (1959)
- Autopsie d'un meurtre (1959)
- Rio Bravo (1959)
- La Mort aux trousses (1959)
- Plein Soleil (1960)
- Divorce à l'italienne (1961)
- Le Couteau dans l'eau (1962)
- Hara-kiri (1962)
- Le Guépard (1963)
- Docteur Folamour (1964)
- Mary Poppins (1964)
- Soy Cuba (1964)
- Repulsion (1965)
- La Mélodie du bonheur (1965)
- Au hasard Balthazar (1966)
- Le Lauréat (1967)
- Luke la main froide (1967)
- Marketa Lazarová (1967)
- Playtime (1967)
- Patton (1970)
- Le Conformiste (1970)
- Les Clowns (1970)
- La Dernière Séance (1971)
- Les Pirates du métro (1971)
- Le Parrain (1972)
- Le Crime de l'Orient-Express (1974)
- Les Frissons de l'angoisse (1975)
- Padre padrone (1977)
- Mad Max 2 (1981)
- Fanny et Alexandre (1982)
- Local Hero (1983)
- Zelig (1983)
- Terminator (1984)
- My Beautiful Laundrette (1985)
- Autour de minuit (1986)
- Où est la maison de mon ami ? (1987)
- L'Homme qui voulait savoir (1988)
- Henry V (1989)
- Kiki la petite sorcière (1989)
- The Killer (1989)
- My Left Foot (1989)
- Roger et moi (1989)
- Les Sorcières (1990)
- Ils vont tous bien ! (1990)
- Bob Roberts (1992)
- Maris et Femmes (1992)
- The Crying Game (1992)
- À la recherche de Bobby Fischer (1993)
- La Reine des bandits (1994)
- Trois couleurs : Rouge (1994)
- Before Sunrise (1995)
- Rasé de près (1995)
- Toy Story (1995)
- La Haine (1995)
- De beaux lendemains (1997)
- Mr. Death : Grandeur et décadence de Fred A. Leuchter Jr. (1999)
- Mon voyage en Italie (1999)
- Toy Story 2 (1999)
- Le Goût des autres (2000)
- Hukkle (2002)
- Cama Adentro (en) (2004)
- L'Appel de Cthulhu (en) (2005)
- Délivrez-nous du mal (2006)
- Solitaire (2007)
- La Grande Aventure de Bender (2007)
- The Order of Myths (en) (2007)
- Un taxi pour l'enfer (2007)
- Pray the Devil Back to Hell (2008)
- Le Funambule (2008)
- Still Walking (2008)
- Afghan Star (en) (2008)
- Sita chante le blues (2008)
- Last Train Home (en) (2009)
- Nostalgie de la lumière (2010)
- Poetry (2010)
- Batman et Red Hood : Sous le masque rouge (2010)
- Waste Land (2010)
- Everyday Sunshine: The Story of Fishbone (2011)
- The Interrupters (2011)
- Sholem Aleichem: Laughing in the Darkness (2011)
- We Were Here (2011)
- How to Survive a Plague (2012)
- Des Abeilles et des hommes (2012)
- The Waiting Room (en) (2012)
- 56 Up (en) (2012)
- Miele (2013)